# أوروسي
أوروسي، (بالإنجليزية: Orosei)، (سردينيا: Orosèi) هي بلدية، في مقاطعة نوورو، في إقليم سردينيا الإيطالي، وتقع على بعد حوالي 140 كم (87 ميل) شمال شرق كالياري، وحوالي 30 كم (19 ميل) شرق نوورو.

## السكان
في سنة 1827 بلغ عدد السكان 1٬420 نسمة، وتطور العدد ليصل في سنة 2011 لـ 6٬794 نسمة.
يظهر هذا المخطط البياني تطور النمو السكاني لـ أوروسي

## توأمة
لأوروسي اتفاقيات توأمة مع كل من:
- مارشانو (1985 - )[7]
- تريمبلي أون فرانس منذ (1985 - )[7]
- برنيك